# ويل فورد
ويل فورد (بالإنجليزية: Will Ford)‏ هو لاعب كرة القدم الكندية أمريكي، ولد في 15 ديسمبر 1986 في ترافلرز ريست في الولايات المتحدة.

## وصلات خارجية
- ويل فورد على موقع JustSportsStats.com (الإنجليزية)